# 계란자조금관리위원회
계란자조금관리위원회(鷄卵自助金管理委員會)는 계란자조금의 소비 홍보, 정보 제공, 조사 연구, 수급 조절을 통해 계란농가의 권익을 보호하기 위하여 설립된 기관이다. 서울특별시 서초구 서초동 1553-14 경희빌딩 3층에 위치하고 있다.

## 설립 근거
- 축산자조금의 조성 및 운용에 관한 법률 제3조[3]

## 연혁
- 2009년 6월 계란의무자조금 설립

## 조직

### 대의원회

#### 위원장
- 관리위원회
- 감사
- 사무국
- 부위원장
- 당연직 위원 (6인)[4]
- 선출직위원 (13인)

## 같이 보기
- 우유자조금관리위원회
- 한돈자조금관리위원회
- 한우자조금관리위원회